# Apanteles elaeodes
Apanteles elaeodes är en stekelart som beskrevs av De Saeger 1944. Apanteles elaeodes ingår i släktet Apanteles och familjen bracksteklar. Inga underarter finns listade i Catalogue of Life.